# 中堀一郎
中堀 一郎（なかほり いちろう、1941年-）は、日本の実業家、技術者、工学博士。三菱電機を経て2000年に独立。創発システム研究所を設立。道路トンネル向けの「換気制御用ソフトウェア」「インバータ換気動力盤」「レーザー式車両検知器」などの開発で知られる。

## 人物・経歴
1941年、京都府生まれ。

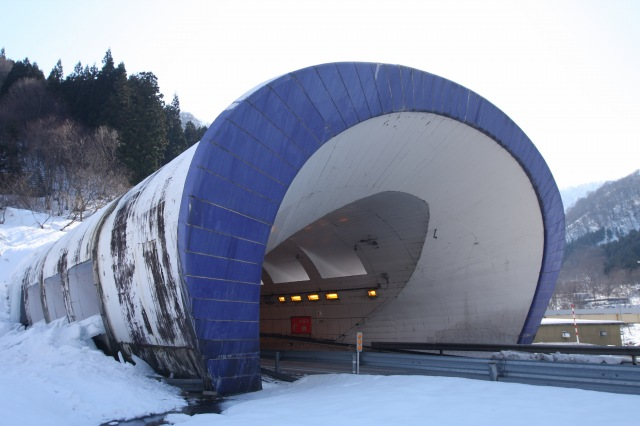
当時日本最長だった関越トンネルの換気検討委員を10年間務めた（土樽PA上り線施設内より見た関越トンネルの入口）。

京都大学大学院修士課程（電気工学専攻）修了。工学博士。
1967年、三菱電機入社。中央研究所、制御製作所勤務を経て産業システム研究所所長、開発本部理事などを歴任し58歳にて早期退職。創発システム研究所を設立し、社長に就任。

### 三菱電機時代
1967年、入社。中央研究所で10年間研究開発に従事。
上水道・下水道の設備のシステム、さらに道路トンネルの換気制御システムを手掛ける。
中央研究所では中央自動車道恵那山トンネルの換気制御ソフトウェア開発を担当。
その後、制御製作所で公共工事に12年間携わるが、この間に新潟県と群馬県を繋ぐ、当時日本最長だった関越トンネルの換気検討委員を10年間務めたのち、換気制御システム製作に携わる。

## 創発システム研究所
中堀が2000年に三菱電機を早期退職後に設立。道路トンネルの換気制御シミュレーションソフトウェアのライセンスを三菱電機の研究所から取得しスタート。起業から半年でソフト開発に向けた人材を確保。2020年現在、約20名の従業員を擁する。
シミュレーション解析、環境分析、トンネル換気制御ソフトウエアなどのシステム技術部門及びトンネル内センサーやインバータ盤換気動力盤製作などのハード技術部門で道路トンネル・地下鉄内の換気に関する安全性確保・省エネルギー・環境保全を提案。その他ソフトウェア開発、計装システム開発、情報通信機器の開発製造を行う。主な製品は、新FF換気制御装置、トンネル火災シミュレーション装置、ジェットファン用インバータ換気動力盤、レーザー式車両検知器、ポンプレスCO計、短距離VI計、断面風速計、火点位置検出装置、画像交通計など。数多くの特許を有する。
社名の「創発」は、個が集まり組織になったときに大きなものを生み出すという意味。

### 換気制御用ソフトウェア
トンネル事業の先駆けとしては、交通シミュレーターと換気シミュレーターを内蔵し、予測交通量に応じた最適換気制御を可能にした「モデルベース予測換気制御ソフトウェア」であった。
それ以前の換気制御ソフトは三菱電機や日立製作所など大手メーカー製が多かったが、高速道路会社からの委嘱を受け、開発と厳しいテストを繰り返し5年後に導入。その後、対面通行トンネル用に特化した「コンパクト換気制御ソフトウェア」を土木研究所と共同開発し実用化。これらの実績により、換気メーカーからの依頼も来る。

### インバータ換気動力盤
業界初のインバータによるジェットファン駆動を可能にした製品で、それまでの製品が運転か停止のオンオフ運転しかできなかったのを、インバータによりジェットファンを0-100%の任意での回転数運転を可能とした。2007年から5年間にわたり経済産業省の補助金3000万円を得て開発された。
2010年に都市高速道路で5台が取り付けられたが、その後全国の道路トンネルに採用され、業界の標準モデルの一つになった。トンネル内の空気環境を適切に維持しながら省エネ性も実現。火災発生時には煙を素早く感知して制御することで利用者の非難を助け安全性を高める技術である。
ジェットファンをインバータで駆動する場合に各種電磁ノイズが大きな障壁であったが、特殊フィルタの開発で解決し、特許を取得している。同インバータ換気動力盤は、2020年時点で日本全国15のトンネルで約130台のジェットファンに使用されている。
兵庫県ものづくり大賞・発明賞などを受賞したほか、アメリカ合衆国ニュージャージー州で開催された国際トンネル換気学会（第13回BHR）で最優秀論文賞を受賞。国際的な評価も得た。

### レーザー式車両検知器
レーザー光線によって近づく車の速度を計測する製品。
従来の交通計測は道路に埋設されたループコイルの電流変化を検知する「ループコイル式車両検知器」が主流であったが、原理が簡単で計測制度に優れるものであったが、コイルの劣化が早く断線するという難点があった。
高速道路の関連会社からの依頼で同社が開発したのが、レーザーを用いポール上に設置するタイプの検知器であった。
風雨など天候の変化に対応して補正する機能を搭載し、ループコイル式と同等の精度を実現した。約3年の開発期間と、2年の実験期間を経て製品化。2020年までに約50セットが製造された。

### 東南アジア・ASEAN諸国へ
国内にとどまらず、東南アジア諸国に国際貢献の計画を進める。その一環として、ベトナムのハノイ工科大学と道路トンネルの換気制御に関する共同研究を開始。

## 略歴
- 1941年 - 京都府生まれ[1]。
- 1967年 - 京都大学大学院修士課程（電気工学専攻）修了後、三菱電機に入社[1]。
- 2000年 - 株式会社創発システム研究所を設立[1]。
- 2009年 - 国際シンポジウム2009年「BHR 13th ISAVVT」に発表した論文が、日本人初の最優秀論文賞を受賞[6]。
- 2010年 - 阪神高速道路・神戸長田トンネルに初めてジェットファンインバーター制御装置が採用される[6]。
- 2016年 - 2月、トンネル換気の省エネと安全を実現するインバータ換気制御「インバータ換気動力盤」で、平成27年度ひょうごNo.1ものづくり大賞受賞[7]。
- 2017年
  - 3月、インバータ換気動力盤が「ひょうご新商品調達認定制度」に認定。7月、「新FF換気制御システム」がNETISに登録される[8]。
  - 11月、環境省 / CO2排出削減対策強化誘導型技術開発・実証事業の採択を受けて、神戸大学や神戸市等が共同で行う「人流・気流センサを用いた屋外への開放部を持つ空間の空調制御手法の開発・実証」を、神戸大学、日建設計総合研究所（NSRI）、NTTなどとともに2017年-2019年の3年間にわたり、三宮地下街「さんちか」で実施。人の行動を予測し空気の流れを制御する次世代の空調制御技術の開発で、消費電力削減等により、50%の省エネ・CO2削減を目指すものである[9]。
- 2018年
  - 6月、国際カンファレンスに参加。論文発表"9th Tunnel Safety and Ventilation" Graz University of Technology in Austria。
  - 7月、本社および兵庫工場が「ISO/IEC27001:2013」の認証を取得[8]。
- 2019年 - 9月、国際換気学会に参加。論文発表 18th ISAVFT2019 ギリシャ。

## 参考サイト
- Robot Watch - 国際レスキューシステム研究機構が次世代防災・防犯システムを公開〜RTを応用したユビキタス・セキュリティ・エリアの事業化
- 三菱電機技報 特集「動き出したITS」
- 特集論文 ITS評価シミュレータ
- CiNii - 中堀一郎論文